# Lista över fornlämningar i Gotlands kommun (Stånga)
Lista över fornlämningar i Gotlands kommun (Stånga) är en förteckning av ett urval av de fornlämningar som finns i Stånga i Gotlands kommun.
| Namn                       | Lämningstyp                      | Tillkomsttid | Historisk indelning | Plats | Läge                 | ID-nr          | Bild                                      |
| -------------------------- | -------------------------------- | ------------ | ------------------- | ----- | -------------------- | -------------- | ----------------------------------------- |
| Stånga 1:1                 | Grav markerad av sten/block      |              | Stånga, Gotland     |       | 57.282401, 18.439471 | 10096700010001 | Ladda upp en bild av detta fornminne      |
| Stånga 2:1                 | Gravfält                         |              | Stånga, Gotland     |       | 57.281853, 18.439464 | 10096700020001 | Ladda upp en bild av detta fornminne      |
| Stånga 5:1                 | Husgrund, förhistorisk/medeltida |              | Stånga, Gotland     |       | 57.281881, 18.446067 | 10096700050001 | Ladda upp en bild av detta fornminne      |
| Stånga 5:4                 | Husgrund, historisk tid          |              | Stånga, Gotland     |       | 57.281876, 18.445258 | 10096700050004 | Ladda upp en bild av detta fornminne      |
| Stånga 9:1                 | Stensättning                     |              | Stånga, Gotland     |       | 57.314536, 18.460354 | 10096700090001 | Ladda upp en bild av detta fornminne      |
| Stånga 9:2                 | Stensättning                     |              | Stånga, Gotland     |       | 57.314500, 18.460197 | 10096700090002 | Ladda upp en bild av detta fornminne      |
| Stånga 11:1                | Stensättning                     |              | Stånga, Gotland     |       | 57.288881, 18.451663 | 10096700110001 | Ladda upp en bild av detta fornminne      |
| Stånga 11:2                | Stensättning                     |              | Stånga, Gotland     |       | 57.288769, 18.451475 | 10096700110002 | Ladda upp en bild av detta fornminne      |
| Stånga 11:3                | Stensättning                     |              | Stånga, Gotland     |       | 57.288786, 18.451825 | 10096700110003 | Ladda upp en bild av detta fornminne      |
| Stånga 12:1                | Grav markerad av sten/block      |              | Stånga, Gotland     |       | 57.286050, 18.450300 | 10096700120001 | Ladda upp en bild av detta fornminne      |
| Stånga 12:2                | Grav markerad av sten/block      |              | Stånga, Gotland     |       | 57.286050, 18.450300 | 10096700120002 | Ladda upp en bild av detta fornminne      |
| Stånga 14:1                | Husgrund, förhistorisk/medeltida |              | Stånga, Gotland     |       | 57.289425, 18.459614 | 10096700140001 | Ladda upp en bild av detta fornminne      |
| Stånga 15:1                | Stensättning                     |              | Stånga, Gotland     |       | 57.295000, 18.450628 | 10096700150001 | Ladda upp en bild av detta fornminne      |
| Stånga 15:2                | Stensättning                     |              | Stånga, Gotland     |       | 57.295003, 18.451124 | 10096700150002 | Ladda upp en bild av detta fornminne      |
| Stånga 16:1                | Hällristning                     |              | Stånga, Gotland     |       | 57.289450, 18.453503 | 11100000001346 | Ladda upp en bild av detta fornminne      |
| Stånga 17:1                | Husgrund, förhistorisk/medeltida |              | Stånga, Gotland     |       | 57.295358, 18.455067 | 10096700170001 | Ladda upp en bild av detta fornminne      |
| Stånga 17:2                | Husgrund, förhistorisk/medeltida |              | Stånga, Gotland     |       | 57.295389, 18.455699 | 10096700170002 | Ladda upp en bild av detta fornminne      |
| Stånga 18:1                | Husgrund, förhistorisk/medeltida |              | Stånga, Gotland     |       | 57.254151, 18.475180 | 10096700180001 | Ladda upp en bild av detta fornminne      |
| Stånga 18:2                | Husgrund, förhistorisk/medeltida |              | Stånga, Gotland     |       | 57.254299, 18.476020 | 10096700180002 | Ladda upp en bild av detta fornminne      |
| Stånga 19:1                | Hällristning                     |              | Stånga, Gotland     |       | 57.263223, 18.496418 | 11100000001347 | Ladda upp en bild av detta fornminne      |
| Stånga 33:1                | Stensättning                     |              | Stånga, Gotland     |       | 57.301127, 18.462189 | 10096700330001 | Ladda upp en bild av detta fornminne      |
| Stånga 33:2                | Stensättning                     |              | Stånga, Gotland     |       | 57.301127, 18.462189 | 10096700330002 | Ladda upp en bild av detta fornminne      |
| Stånga 40:1                | Hällristning                     |              | Stånga, Gotland     |       | 57.296003, 18.495585 | 11100000001350 | Ladda upp en bild av detta fornminne      |
| Stånga 41:1                | Hällristning                     |              | Stånga, Gotland     |       | 57.267864, 18.498379 | 11100000001351 | Ladda upp en bild av detta fornminne      |
| Bendesbacke (Stånga 44:1)  | Fornborg                         |              | Stånga, Gotland     |       | 57.324542, 18.469747 | 10096700440001 | Ladda upp en till bild av detta fornminne |
| Stånga 47:1                | Gravfält                         |              | Stånga, Gotland     |       | 57.304240, 18.478571 | 10096700470001 | Ladda upp en bild av detta fornminne      |
| Stånga 49:1                | Gravfält                         |              | Stånga, Gotland     |       | 57.302345, 18.477418 | 10096700490001 | Ladda upp en bild av detta fornminne      |
| Stånga 49:2                | Stensättning                     |              | Stånga, Gotland     |       | 57.302605, 18.478085 | 10096700490002 | Ladda upp en bild av detta fornminne      |
| Stånga 50:1                | Gravfält                         |              | Stånga, Gotland     |       | 57.321692, 18.455595 | 10096700500001 | Ladda upp en bild av detta fornminne      |
| Stånga 51:1                | Gravfält                         |              | Stånga, Gotland     |       | 57.302982, 18.464501 | 10096700510001 | Ladda upp en bild av detta fornminne      |
| Lojsta slott (Stånga 52:1) | Borg                             |              | Stånga, Gotland     |       | 57.320496, 18.419568 | 10096700520001 | Ladda upp en bild av detta fornminne      |
| Stånga 52:2                | Borg                             |              | Stånga, Gotland     |       | 57.320769, 18.421216 | 10096700520002 | Ladda upp en bild av detta fornminne      |
| Lojsta hall (Stånga 53:1)  | Husgrund, förhistorisk/medeltida |              | Stånga, Gotland     |       | 57.321671, 18.421636 | 10096700530001 | Ladda upp en bild av detta fornminne      |
| Stånga 54:1                | Fästning/skans                   |              | Stånga, Gotland     |       | 57.322585, 18.420167 | 10096700540001 | Ladda upp en bild av detta fornminne      |
| Stånga 55:1                | Hällristning                     |              | Stånga, Gotland     |       | 57.282610, 18.472047 | 11100000001018 | Ladda upp en bild av detta fornminne      |
| Stånga 58:1                | Hällristning                     |              | Stånga, Gotland     |       | 57.301084, 18.497545 | 11100000001020 | Ladda upp en bild av detta fornminne      |
| Stånga 61:1                | Hällristning                     |              | Stånga, Gotland     |       | 57.267646, 18.499545 | 11100000001021 | Ladda upp en bild av detta fornminne      |
| Stånga 62:1                | Hällristning                     |              | Stånga, Gotland     |       | 57.263525, 18.497536 | 11100000001022 | Ladda upp en bild av detta fornminne      |
| Stånga 79:1                | Gravfält                         |              | Stånga, Gotland     |       | 57.306669, 18.492285 | 10096700790001 | Ladda upp en bild av detta fornminne      |
| Stånga 80:1                | Stensättning                     |              | Stånga, Gotland     |       | 57.294933, 18.470563 | 10096700800001 | Ladda upp en bild av detta fornminne      |
| Stånga 84:1                | Stensättning                     |              | Stånga, Gotland     |       | 57.302379, 18.464204 | 10096700840001 | Ladda upp en bild av detta fornminne      |
| Stånga 86:1                | Stensättning                     |              | Stånga, Gotland     |       | 57.306644, 18.478635 | 10096700860001 | Ladda upp en bild av detta fornminne      |
| Stånga 88:1                | Stensättning                     |              | Stånga, Gotland     |       | 57.301663, 18.460215 | 10096700880001 | Ladda upp en bild av detta fornminne      |
| Stånga 97:1                | Hällristning                     |              | Stånga, Gotland     |       | 57.287489, 18.448641 | 11100000001023 | Ladda upp en bild av detta fornminne      |
| Stånga 106:1               | Stensättning                     |              | Stånga, Gotland     |       | 57.304313, 18.463652 | 10096701060001 | Ladda upp en bild av detta fornminne      |
| Stånga 142:1               | Stensättning                     |              | Stånga, Gotland     |       | 57.310284, 18.427772 | 10096701420001 | Ladda upp en till bild av detta fornminne |